# Elecciones generales de Granada de 1961
Las elecciones generales de Granada de 1961 tuvieron lugar el 27 de marzo del mencionado año con el objetivo de elegir los diez escaños electos del Consejo Legislativo de la entonces colonia británica. Se trató de las cuartas elecciones bajo sufragio universal que tenían lugar en la colonia, así como las primeras desde que una nueva constitución, introducida en diciembre de 1959, otorgó a Granada un cierto autogobierno interno, con un gabinete ejecutivo investido por el Consejo Legislativo, a pesar de que varias prerrogativas permanecieron en manos de la administración británica.
Herbert Blaize, del Partido Nacional de Granada (GNP), ejercía como Ministro Principal desde enero de 1960, la primera persona en ocupar el cargo, en el marco de un gobierno de coalición con el Movimiento Democrático Popular (PDM) y dos parlamentarios independientes. El principal partido de la oposición fue el Partido Laborista Unido de Granada (GULP) liderado por Eric Gairy, sobre el cual pesaba una inhabilitación política por haber perturbado una concentración de campaña de otro partido en octubre de 1957. Gairy centró su discurso en acusar a la administración vigente de ser sumisa frente al gobierno británico, escudándose en la gran cantidad de acciones que la administración dirigida por James Lloyd había realizado para sabotear al GULP.
Beneficiado por la división de sus oponentes, el GULP obtuvo una aplastante victoria con el 53,35% de los votos y triunfó en ocho de las diez circunscripciones, mientras que el GNP continuó siendo su principal retador con un 26,67% de los votos, reteniendo Carriacou y Pequeña Martinica (la circunscripción del propio Blaize) y el distrito urbano de Saint George. El PDM perdió sus dos escaños y desapareció de la escena política, con la mayoría de sus miembros más tarde unificándose con el GNP. El resultado inauguró un sistema bipartidista en el país, y el GNP y el GULP serían los únicos dos partidos representados en el Parlamento granadino hasta 1976. La participación fue del 55,49% del electorado registrado.
Dada la proscripción política de Gairy, George E. D. Clyne asumió como Ministro Principal en su lugar. La presión sobre el gobierno británico motivó que la inhabilitación de Gairy fuese levantada antes de tiempo. Clyne renunció y Gairy retornó fácilmente al Parlamento en una elección parcial, asumiendo finalmente la jefatura de gobierno del país.

## Sistema electoral
Las elecciones se realizaron bajo la Ley de Representación del Pueblo de 1958. Bajo las normativas constitucionales y el marco legal vigente, Granada era una colonia del Imperio británico con un sistema de gobierno que preveía una autonomía limitada y un modelo de monarquía parlamentaria basado en el sistema Westminster. El Consejo Legislativo era operaba como Parlamento unicameral del territorio y estaba compuesto por diez escaños elegidos por medio de escrutinio mayoritario uninominal. A efectos de las elecciones, la isla principal de Granada se dividió en nueve circunscripciones basadas en las parroquias de la isla, con la excepción de Saint George y Saint Andrew, que fueron divididas en dos, y la Ciudad de Saint George, que tenía una circunscripción separada. La dependencia compuesta por las islas de Carriacou y Pequeña Martinica constituía una décima circunscripción. Cada una de estas circunscripciones elegía un miembro del Parlamento a simple mayoría de votos, para un mandato máximo de cinco años. En base a la composición parlamentaria se conformaría un gabinete autónomo encabezado por un premier, el cual era designado por el Gobernador de Granada de entre los parlamentarios electos, escogiendo al líder del partido mayoritario del Consejo o en su defecto al parlamentario que considerara que podría gozar de la confianza del Consejo.
Todos los ciudadanos mayores de edad debidamente inscriptos en el Registro Electoral tenían derecho a voto, el cual era voluntario. De cara a la organización electoral, el Gobernador de Granada designaría un Supervisor de Elecciones, cuyas funciones serían asegurar la imparcialidad del proceso y organizar la administración electoral. El Supervisor nombraba oficiales electorales, incluidos supervisores y oficiales de retorno, para cada una de las circunscripciones. Se organizaría entonces el proceso de nominación de candidatos. Los requisitos para ser candidato eran cumplir con ciertas disposiciones de residencia legal en la colonia y no estar condenados por ningún delito. Para ser nominado, un candidato debía demostrar contar con el apoyo por escrito de al menos seis electores registrados en la circunscripción que pretendía disputar, y debía entregar las firmas junto con un depósito monetario de 25 libras esterlinas. Para retener su depósito, el candidato debía resultar electo, superar una octava parte de los votos válidamente emitidos en la circunscripción o retirarse antes de las elecciones de acuerdo con la ley. En caso contrario, el depósito sería entregado al Estado. En caso de que solo un candidato se presentara en la circunscripción y cumpliera los requisitos, se le declararía automáticamente electo sin oposición.

## Resultados

### Nivel general
|  | 53.35 % |

|  | 26.67 % |

|  | 15.50 % |

|  | 4.48 % |

|  | 95.43 % |

|  | 4.57 % |

|  | 100.00 % |

|  | 55.49 % |

### Resultados por circunscripción
|  | 44.64 % |

|  | 35.14 % |

|  | 20.22 % |

|  | 97.12 % |

|  | 2.88 % |

|  | 100.00 % |

|  | 55.17 % |

|  | 54.43 % |

|  | 41.08 % |

|  | 4.49 % |

|  | 96.10 % |

|  | 3.90 % |

|  | 100.00 % |

|  | 59.63 % |

|  | 71.23 % |

|  | 21.34 % |

|  | 9.75 % |

|  | 91.20 % |

|  | 8.80 % |

|  | 100.00 % |

|  | 52.13 % |

|  | 59.87 % |

|  | 21.34 % |

|  | 18.79 % |

|  | 96.50 % |

|  | 3.50 % |

|  | 100.00 % |

|  | 49.84 % |

|  | 69.64 % |

|  | 30.36 % |

|  | 86.97 % |

|  | 13.03 % |

|  | 100.00 % |

|  | 57.08 % |

|  | 55.12 % |

|  | 44.88 % |

|  | 98.35 % |

|  | 1.65 % |

|  | 100.00 % |

|  | 56.68 % |

|  | 60.55 % |

|  | 31.23 % |

|  | 8.22 % |

|  | 96.90 % |

|  | 3.10 % |

|  | 100.00 % |

|  | 52.33 % |

|  | 48.75 % |

|  | 27.53 % |

|  | 16.37 % |

|  | 5.82 % |

|  | 1.52 % |

|  | 97.29 % |

|  | 2.71 % |

|  | 100.00 % |

|  | 56.06 % |

|  | 64.28 % |

|  | 35.08 % |

|  | 0.64 % |

|  | 93.50 % |

|  | 6.50 % |

|  | 100.00 % |

|  | 57.19 % |

|  | 80.23 % |

|  | 19.77 % |

|  | 94.66 % |

|  | 5.34 % |

|  | 100.00 % |

|  | 58.25 % |